# Тосица, Элени
Элени Тосица (греч. Ελένη Τοσίτσα; 1796, Мецовон — 1 апреля 1866) — греческая благотворительница. Осуществляла крупные пожертвования на культурные и образовательные учреждения Греции, среди которых Национальный археологический музей (основан в 1874 году) и Национальный технический университет «Мецовион» (1836).

## Биография
Родилась в Мецовоне в Эпире в 1796 году в семье местной элиты.
Не получила никакого образования, как и большинство женщин того времени.
В возрасте 22 лет, в 1818 году вышла замуж за местного сына скорняка Михаила Тосицаса (1787—1856), которому тогда был 31 год. В 1820 году переехала с мужем в Александрию в Египет. К началу Греческой революции Михаил разбогател. Несмотря на то, что Михаил находился в дружеских отношениях с пашой Мухаммедом Али и официально держал нейтралитет, Элени в течение нескольких лет тайно выкупала и освобождала греческих пленников на египетских невольничьих рынках.
Элени не имела своих детей, но заботилась о сиротах в Александрии и Греции, расходуя на это большие суммы денег.
Михаил Тосицас стал генеральным консулом в Александрии.
Когда в 1853 году в возрасте 46 лет в Греции умер его племянник Николаос Стурнарас Михаил перенёс инсульт и не мог продолжать активную жизнь. В 1854 году Элени вернулась с мужем в Грецию и поселилась в Афинах. 
В 1856 году Михаил умер, оставив Элени большую часть своего состояния и назначив её душеприказчиком с поручением потратить наследство на благо греческого государства.
Элени поддержала учреждения, которым при жизни помогал её муж, а также выбирала учреждения по собственному выбору.

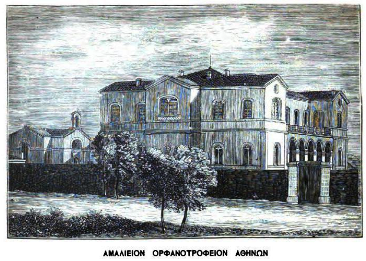
Приют для девочек «Амалион»

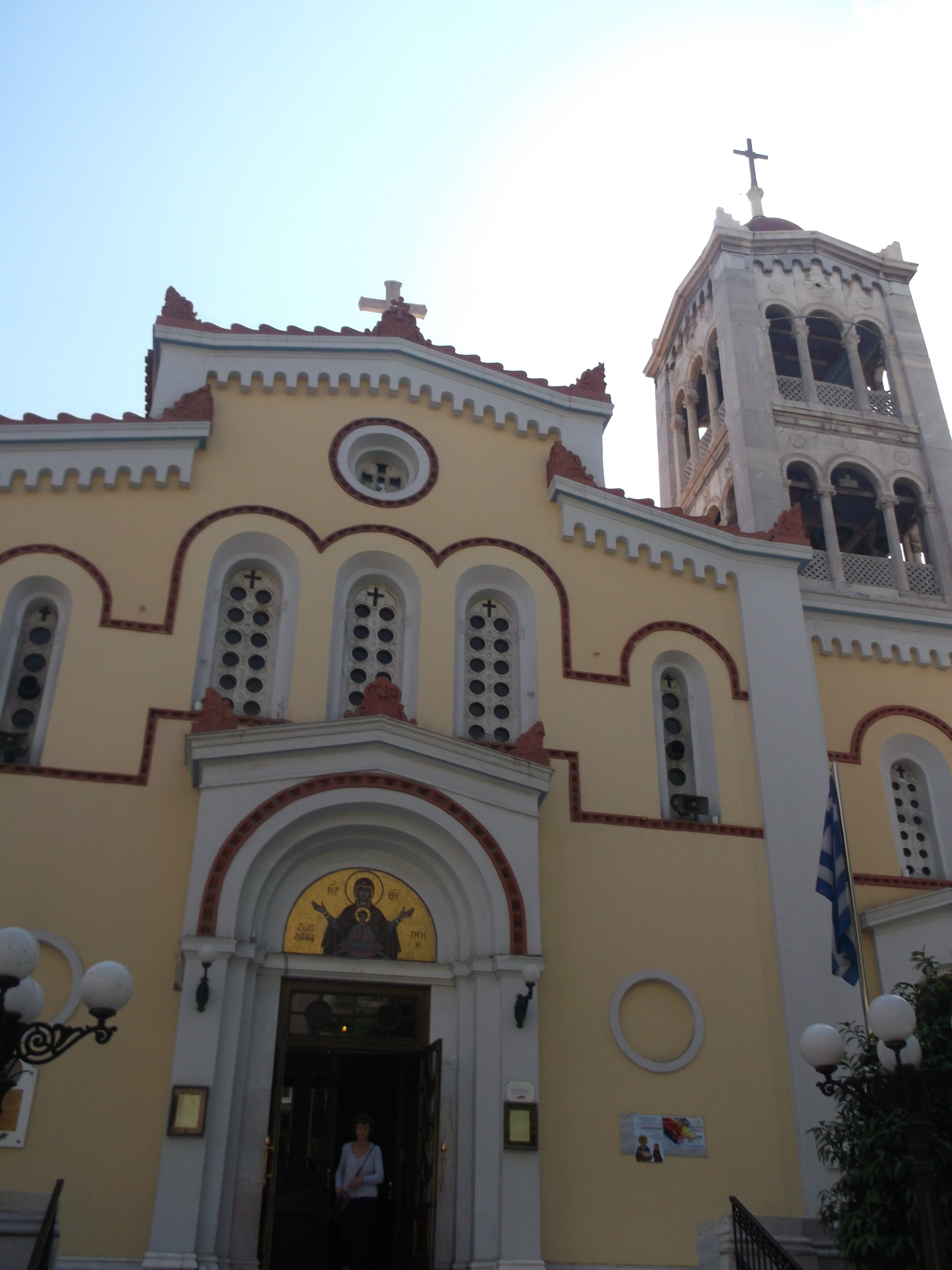
Храм Живоносного Источника в Афинах

Элени оплатила постройку церкви в приюте «Амалион» (Αμαλίειον) для девочек, осиротевших от эпидемии холеры, начавшейся в лагере французских войск во время оккупации Пирея в 1854 году в ходе Крымской войны и распространившейся по Афинам. Приют был учреждён в Афинах по инициативе королевы Амалии и княжны Марии Ипсиланти (Μαρία Υψηλάντη, в девичестве Мурузи, Μουρούζη; 1809—1862), супруги Григория Константиновича Ипсиланти.
Элени оплатила постройку колокольни храма Живоносного Источника в Афинах.
Хотя сама Элени была необразованной, она поддерживала создание школ для девочек. «Общество друзей образования» (Φιλεκπαιδευτική Εταιρεία) столкнулось с серьёзной проблемой нехватки учебных помещений. Из-за большого количества девушек, желающих учиться в школе Арсакион, ученицы учились в подвалах без доступа солнечного света и искусственного освещения. Элени купила участок на улице Стадиу и оплатила постройку двухэтажного здания школы для экстерната по проекту Лисандроса Кавтадзоглу. «Общество друзей образования» присвоило школе название «Тосицион» (Τοσίτσειον) в честь благотворительницы.
Элени оплатила постройку школы для девочек в родном Мецовоне.
Элени пожертвовала земельный участок для расширения Политехнического института и земельный участок для строительства археологического музея.
Элени Тосица умерла 1 апреля 1866 года.
Строительство школы «Тосицион» было завершено после смерти благотворительницы. Ежегодно, 8 ноября в школе «Тосицион» проводится панихида в память благотворителей Михаила Тосицаса, Элени Тосица и Апостола Арсаке.